# Dragatuš
Dragatuš – wieś w Słowenii, w gminie Črnomelj. W 2018 roku liczyła 239 mieszkańców.